# العلاقات الآيسلندية اللوكسمبورغية
العلاقات الآيسلندية اللوكسمبورغية هي العلاقات الثنائية التي تجمع بين آيسلندا ولوكسمبورغ.

## مقارنة بين البلدين
هذه مقارنة عامة ومرجعية للدولتين:
| وجه المقارنة                                              | آيسلندا          | لوكسمبورغ                                                     |
| --------------------------------------------------------- | ---------------- | ------------------------------------------------------------- |
| المساحة (كم2)                                             | 103.00 ألف       | 2.59 ألف                                                      |
| عدد السكان (نسمة)                                         | 317.35 ألف       | 599.45 ألف                                                    |
| الكثافة السكانية (ن./كم²)                                 | 3.08             | 231.45                                                        |
| العاصمة                                                   | ريكيافيك         | لوكسمبورغ                                                     |
| اللغة الرسمية                                             | اللغة الآيسلندية | اللغة اللوكسمبورغية، لغة فرنسية، اللغة الألمانية              |
| العملة                                                    | كرونة آيسلندية   | يورو، فرنك لوكسمبورغ                                          |
| الناتج المحلي الإجمالي (بليون دولار)                      | 23.91 مليار      | 62.40 مليار                                                   |
| الناتج المحلي الإجمالي (تعادل القوة الشرائية) بليون دولار | 15.79 مليار      | 58.13 مليار                                                   |
| الناتج المحلي الإجمالي الاسمي للفرد دولار أمريكي          | 50.17 ألف        | 101.45 ألف                                                    |
| الناتج المحلي الإجمالي للفرد دولار أمريكي                 | 46.55 ألف        | 101.93 ألف                                                    |
| مؤشر التنمية البشرية                                      | 0.899            | 0.892                                                         |
| رمز المكالمات الدولي                                      | +354             | +352                                                          |
| رمز الإنترنت                                              | .is              | .lu                                                           |
| المنطقة الزمنية                                           | 00، أوروبا/لندن ‏ | توقيت وسط أوروبا، ت ع م+01:00، ت ع م+02:00، أوروبا/لوكسمبورج ‏ |

## منظمات دولية مشتركة
يشترك البلدان في عضوية مجموعة من المنظمات الدولية، منها:
| علم المنظمة | اسم المنظمة                               | تاريخ انضمام آيسلندا | تاريخ انضمام لوكسمبورغ |
| ----------- | ----------------------------------------- | -------------------- | ---------------------- |
|             | وكالة ضمان الاستثمار متعدد الأطراف        | 25 سبتمبر 1998       | 29 أغسطس 1991          |
|             | منظمة التعاون الاقتصادي والتنمية          | ?                    | ?                      |
|             | الأمم المتحدة                             | 19 نوفمبر 1946       | 24 أكتوبر 1945         |
|             | الفريق المعني برصد الأرض                  | ?                    | ?                      |
|             | منظمة حظر الأسلحة الكيميائية              | ?                    | ?                      |
|             | منظمة التجارة العالمية                    | ?                    | ?                      |
|             | منظمة الشرطة الجنائية الدولية             | ?                    | ?                      |
|             | منظمة الأمن والتعاون في أوروبا            | 25 يونيو 1973        | 25 يونيو 1973          |
|             | مؤسسة التنمية الدولية                     | 19 مايو 1961         | 4 يونيو 1964           |
|             | حلف شمال الأطلسي                          | 4 أبريل 1949         | 4 أبريل 1949           |
|             | نظام تحكم تكنولوجيا القذائف               | 1993                 | 1990                   |
|             | يونسكو                                    | 8 يونيو 1964         | 27 أكتوبر 1947         |
|             | مجلس أوروبا                               | ?                    | ?                      |
|             | اتحاد المدفوعات الأوروبي ‏                 | ?                    | ?                      |
|             | الاتحاد البريدي العالمي                   | ?                    | ?                      |
|             | البنك الدولي للإنشاء والتعمير             | 27 ديسمبر 1945       | 27 ديسمبر 1945         |
|             | اتفاقية السماوات المفتوحة                 | ?                    | ?                      |
|             | الاتحاد الدولي للاتصالات                  | 1 أكتوبر 1906        | 2 مارس 1866            |
|             | مؤسسة التمويل الدولية                     | 20 يوليو 1956        | 4 أكتوبر 1956          |
|             | المركز الدولي لتسوية المنازعات الاستشارية | 14 أكتوبر 1966       | 29 أغسطس 1970          |
|             | مجموعة أستراليا                           | 1993                 | 1985                   |
|             | مجموعة الموردين النوويين                  | ?                    | ?                      |

## وصلات خارجية
- موقع وزارة الخارجية الآيسلندية
- موقع وزارة الخارجية اللوكسمبورغية